# Långtjärnen (Junsele socken, Ångermanland, 706807-154189)
Långtjärnen är en sjö i Sollefteå kommun i Ångermanland och ingår i Ångermanälvens huvudavrinningsområde.